# Базарная Кеньша
Базарная Кеньша — село Никольского района Пензенской области. Административный центр Базарно-Кеньшенского сельсовета.

## География
Находится в северо-восточной части Пензенской области на расстоянии приблизительно 14 км на юго-восток по прямой от районного центра города Никольск.

## История
Упоминается в 1700 году как мордовская деревня Кенза. Основано в 1680-х годах мордовскими мурзами. Названо по речке Кеньше, впоследствии дополнено определением как базарное село, в отличие от «небазарной» деревни Кеньша. В 1738 году освящена церковь во имя Николая Чудотворца, деревня превратилась в сельцо Никольское, Кенша тож. В 1748 году — село Всесвятское, Кенша тож, Засурского стана Пензенского уезда однодворцев (17 ревизских душ) и 13-ти помещиков. В 1790 году село Всесвятское, Базарная Кенша тож, 169 дворов. Имелись деревянная церковь Казанской иконы Пресвятой Богородицы, 10 домов господских. В 1819 году построена каменная церковь во имя иконы Казанской Богородицы. В 1877 году — центр Базарно-Кеньшинской волости Городищенского уезда, церковь, часовня, земская школа, 10 постоялых дворов, трактир, ярмарка, базар, лавка, 2 корпуса лавок, винокуренный завод, в 4-х верстах — монастырь и монастырская церковь. В 1910 году 425 дворов, церковь, земская и церковноприходская школы, медицинский и ветеринарный пункты, 5 мельниц, 2 шерсточесалки, 3 валяльных заведения, 3 овчинных заведения, синильня, 6 кузниц, 6 поташных заведений, 4 пекарни, 8 постоялых дворов, трактир, 17 лавок. В советское время работали колхозы «Октябрь» и имени Куйбышева. В 2004 году — 143 хозяйства.

## Население
Численность населения: 1262 человека (1782), 2123 (1864), 2088 (1877), 1574 (1897), 2389 (1910), 2840 (1926), 2925 (1930), 909 (1959), 484 (1979), 451 (1989), 438 (1996). Население составляло 358 человек (русские 92 %) в 2002 году, 300 — в 2010.